# Спікулум
Спікулум (лат. spiculum — «вістря», «жало», «малий спис») — тип метального або колючого списа, який перебував на озброєнні легіонів Стародавнього Риму в період пізньої Римської імперії. З'явився він приблизно в середині III століття н. е., замінивши класичний пілум

## Історія використання
Виник він орієнтовно у 250 році н.е, оскільки в той період помітно зріс вплив германців на римське військо. Більшість сучасних істориків вважає, що спікулум еволюціонував від римського пілуму та двох германських списів — ангона і бебри. За свідченням пізньоримського автора Флавія Вегеція Рената: «Раніше це називали пілу́мом, а тепер воно зветься спікулумом».Причина такої заміни може пояснюватися тим, що у III столітті нашої ери ворогами Риму все частіше ставали вершники, і потрібний був новий, легший, зручніший спис, більш придатний для відбиття кінноти. До кінця IV століття нові списи стали основною метальною зброєю піхоти.

## Конструкція
Спікулум мав довгий дерев'яний держак та короткий, широкий залізний наконечник. Згідно з реконструкціями, дерев'яний держак був приблизно 1,6 м завдовжки, а залізний наконечник — близько 0,20 м (≈8 дм) і трикутний у перетині. Між ними містився свинцевий обтяжувач. Загальна довжина спікулума була приблизно 190 см. Завдяки Полібію відомо, що пілум мав тенденцію згинатися чи ламатися під час удару (що унеможливлювало повторне використання), тоді як у спікулума, завдяки міцнішій основі та наявності обтяжувача, надання більшої інерції кидку було кращим (описаний Вегецієм випадок про «старе ім'я» спікулума натякає на відмову від хиткого шипа пілума), також спікулум мав коротший та масивніший, ніж у пілума, наконечник, завдяки чому його було легше тримати в руках, а тяжкість обтяжувача сприяла проломленню захисту.

## Згадки в античних джерелах
В античних джерелах рідко згадується спікулум. Вегецій пише, що добре кинутий спис «часто проштовхував щити піхоти й панцирі кінноти».Сідоній Аполлінарій — поет і єпископ V століття н. е. — у своїх листах описує вправи воїна з метання дротиків:"mox spicula capit implet expellit; … eligis quid feriat". Дослівно: «потім він бере дротики, заряджає й випускає; … ти обираєш, куди поцілити». Тобто спікулум у цьому випадку означає дротик. В його поезії (Carmen I, строфи ~154–155) також зустрічається спікулум: «spicula direxit melius Pythona…». Що перекладається: «направив стріли у Пітона краще…» У цьому випадку термін означає стрілу

## Тактичне застосування
Спікулум використовували як метальну та колючу зброю під час атаки на ворога. Легіонери запускали їх короткими серіями перед безпосереднім боєм. Також, хоча новий спис порівняно з пілумом був коротшим і дещо поступався йому в дальності метання, його можна було ефективно використовувати як колючу зброю в ближньому бою.
Хоча після 400 р. спікулум поступово втратив актуальність, він залишив по собі слід, як символ трансформації римської армії під германським впливом.